# بول گپ (تنسی)
بول گپ(به انگلیسی: Bulls Gap) شهری در ایالت تنسی کشور ایالات متحده آمریکا است که جمعیت آن در سرشماری سال ۲۰۱۰ میلادی، ۷۳۸ نفر بوده‌است.